# ببخشید شما نرمال هستید؟
ببخشید شما نرمال هستید؟ (ایتالیایی: Scusi lei è normale?) یک فیلم کمدی سکسی سبک ایتالیایی به کارگردانی اومبرتو لنتسی است که در سال ۱۹۷۹ منتشر شد.

## گزیدهٔ بازیگران
- رنتسو مونتانیانی
- آنا ماریا ریتسولی
- ری لاولاک
- آلدو ماچونه
- انتسو چروزیکو
- مارکو تولی
- لوکا اسپورتلی
- توم فلگی